# Park Jung-min (acteur)
Dans ce nom coréen, le nom de famille, Park, précède le nom personnel.
Cet article concerne l’acteur. Pour le chanteur, né en avril 1987, voir Park Jung-min.
Park Jung-min (hangeul : 박정민 ; hanja : 朴政玟 ; RR : Bak Jeong-min ; MR : Pak Chŏng-min) est un acteur sud-coréen, né le 24 mars 1987 à Chungju (Chungcheong du Nord).
Il est révélé grâce aux films indépendants La Frappe (파수꾼, 2011) et Dongju : Portrait d'un poète (동주, 2015) pour lequel il récolte le prix du meilleur espoir masculin aux cérémonies de Baeksang Arts Awards et Blue Dragon Film Awards en 2016,,.

## Biographie

### Enfance et formations
Park Jung-min naît le 24 mars 1987 à Chungju, dans la province du Chungcheong du Nord. En 2005, il étudie à l’université de Corée à Séoul. Il la quitte pour participer au théâtre, puis à l’université nationale des arts de Corée dans l’arrondissement de Seongbuk-gu. Il y obtient son diplôme.

### Carrière
En 2011, Park Jung-min commence sa carrière dans le premier long-métrage indépendant La Frappe (파수꾼) de Yoon Sung-hyun, inspiré de l’œuvre L'Attrape-cœurs (The Catcher in the Rye, 1951) de l'écrivain américain J. D. Salinger.
En 2016, il devient Song Mong-gyoo, cousin et ami du poète coréen Yun Dong-ju Dongju : Portrait d'un poète (동주). Il récolte le prix du meilleur espoir masculin aux cérémonies de Blue Dragon Film Awards, Baeksang Arts Awards et Director's Cut Awards,,, ainsi que le prix du meilleur acteur dans un second rôle à la cérémonie de Chunsa Film Art Awards en 2017. La même année, il sort son premier essai Usable Human (쓸 만한 인간) en décembre, dans lequel il parle « du processus sombre et difficile qu'il a traversé  pour atteindre ses objectifs » dans le but de devenir acteur.
Entre 2016 et 2017, il apprend le piano avant d’interpréter le rôle d’un pianiste d’un talent exceptionnel souffrant du syndrome du savant pour Keys to the Heart (그것만이 내 세상) de Choi Seong-hyeon et maîtrise le rap pour entamer l’âme du rappeur sans succès dans Sunset in My Hometown (변산) de Lee Joon-ik, pour lequel il écrit de même les paroles.

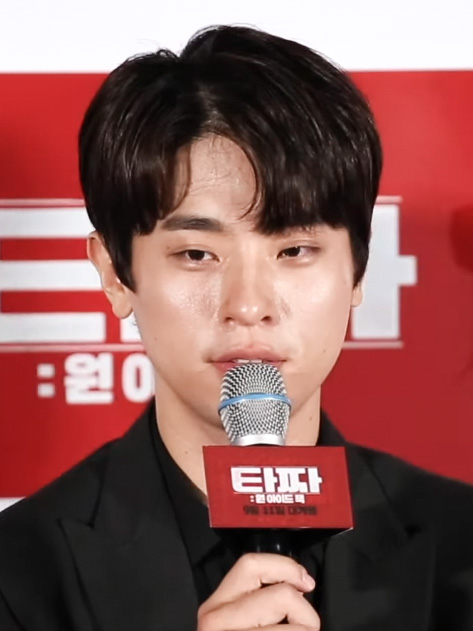
Park Jung-min en 2019.

En 2018, il retrouve le réalisateur Yoon Sung-hyun pour interpréter le rôle d’un jeune voleur pour fuir son monde dystopique pour un monde meilleur aux côtés de Ahn Jae-hong et Choi Woo-sik dans La Traque (사냥의 시간), diffusé sur la plate-forme Netflix en 2020,.
En août 2020, il rejoint Song Kang-ho pour incarner propriétaite de l'équipe du volley-ball dans le film dramatique One Win de Shin Yeon-shick. Ceci est présenté en avant-première mondiale au Festival international du film de Rotterdam, fin janvier 2023.

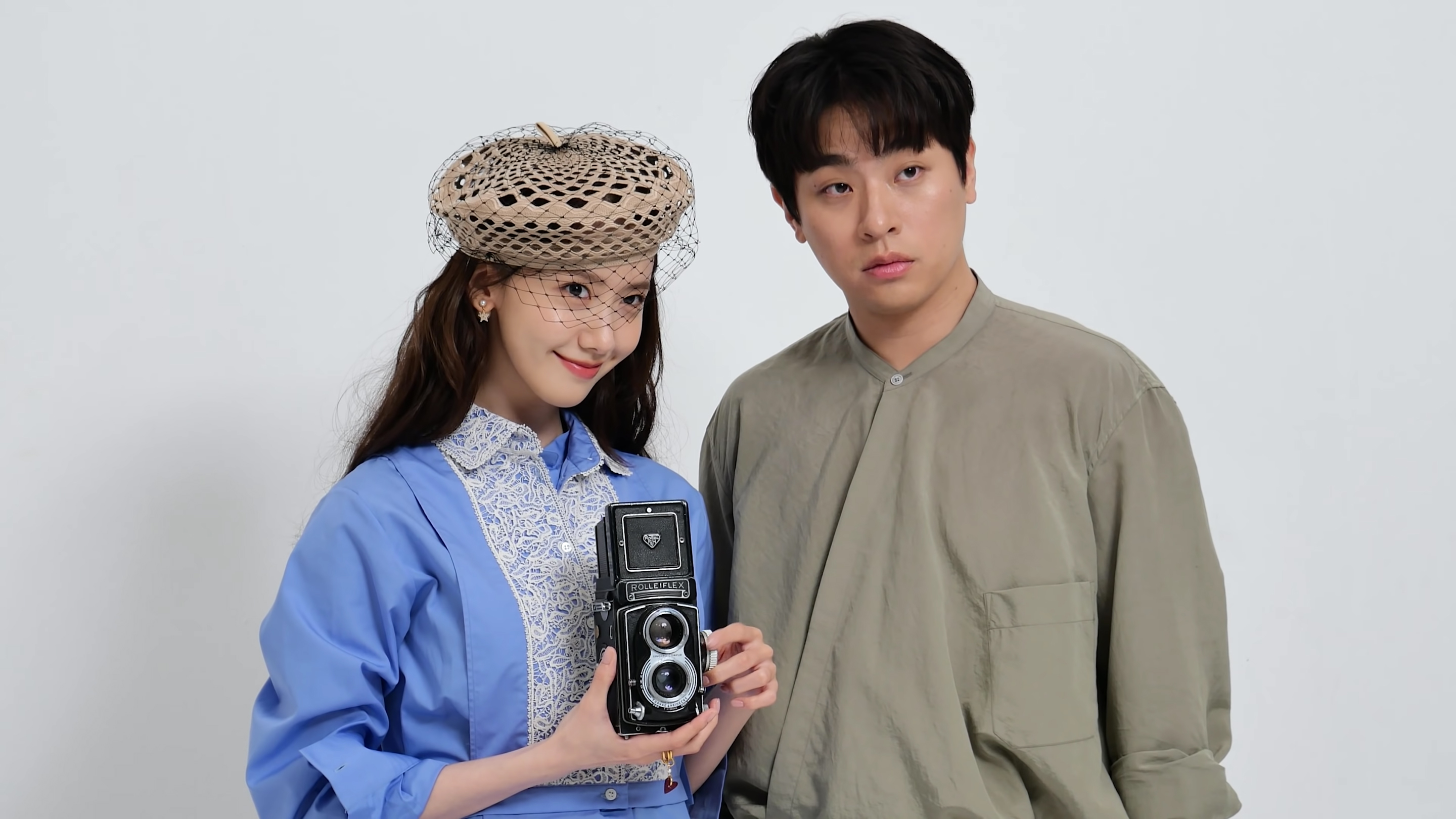
Park Jung-min, avec Im Yoon-ah, en 2021.

En juin 2021, avec les acteurs Kim Hye-su, Yum Jung-ah, Jo In-sung, Go Min-si et Kim Jong-soo, il se joint au tournage du film d'action Smugglers (2023) de Ryoo Seung-wan.
En novembre 2022, il incarne Woo Deok-soon, militant indépendantiste coréen, camarade fidèle d'Ahn Jung-geun, interprété par Hyun Bin, aux côtés de Jo Woo-jin, Jeon Yeo-been, Yoo Jae-myung et Park Hoon pour le tournage du film biographique Harbin de Woo Min-ho. Ce long métrage est présenté en avant-première mondiale au Festival international du film de Toronto, en septembre 2024.
En juin 2023, il incarne Jong-ryeo, chef de guerre, avec Kang Dong-won en serviteur, Cheon-yeong, pour le film historique Soulèvement (2024) de Kim Sang-man.

## Filmographie

### Longs métrages
- 2011 : La Frappe (파수꾼) de Yoon Sung-hyun : Baek Hee-joon, alias « Becky »
- 2011 : If You Were Me 5 (시선 너머) de Yoon Sung-hyun : le troisième employé (séquence : Banana Shake)
- 2011 : Short! Short! Short! 2010: Fantastic Theater  : I-mae (séquence : The Famished)
- 2012 : Dancing Queen (댄싱퀸) de Lee Seok-hoon : le livreur de colis
- 2013 : Fists of Legend (전설의 주먹) de Kang Woo-seok :  Im Deok-kyoo, jeune
- 2013 : Pandémie (감기) de Kim Seong-su : Cheol-gyo
- 2014 : Hot Young Bloods (피끓는 청춘) de Lee Yeon-woo : Hwang-gyoo
- 2014 : Tinker Ticker (들개) de Kim Jung-hoon : Hyo-min
- 2014 : Mad Sad Bad (신촌좀비만화) de Ryoo Seung-wan  : Bizen (séquence : Ghost (유령))
- 2014 : Momo Salon  : Chang-gyoon
- 2015 : Heartbreak Hotel (태양을 쏴라) de Kim Tae-sik : Chen
- 2015 : Office (오피스) de Hong Won-chan : Lee Won-seok
- 2016 : Dongju : Portrait d'un poète (동주) de Lee Joon-ik : Song Mong-gyoo
- 2016 : Pure Love (순정) de Lee Eun-hee : Yong-soo
- 2016 : Horror Stories 3 (무서운 이야기 3 : 화성에서 온 소녀) de Kim Sun : Dong-geun (séquence : Road Rage)
- 2017 : The King (더 킹) de Han Jae-rim : Heo Gi-hoon
- 2017 : The Artist: Reborn (아티스트: 다시 태어나다) de Kim Kyeong-won : Jae-beom
- 2017 : The King's Case Note (임금님의 사건수첩) de Moon Hyun-sung : le prince héritier Uigyeong
- 2018 : Keys to the Heart (그것만이 내 세상) de Choi Seong-hyeon : Oh Jin-tae
- 2018 : Psychokinesis (염력) de Yeon Sang-ho : Kim Jeong-hyeon
- 2018 : Sunset in My Hometown (변산) de Lee Joon-ik : Hak-soo
- 2019 : Svaha: The Sixth Finger (사바하) de Jang Jae-hyeon : Jeong Na-han
- 2019 : Tazza: One Eyed Jack (타짜: 원 아이드 잭) de Kwon Oh-kwang : Do Il-chool
- 2019 : Start-up (시동) de Choi Jeong-yeol : Go Taek-il
- 2020 : La Traque (사냥의 시간) de Yoon Sung-hyun : Sang-soo
- 2020 : Deliver Us From Evil (다만 악에서 구하소서) de Hong Won-chan
- 2023 : One Win (1승) de Shin Yeon-shick : Kang Jeong-won
- 2023 : Smugglers (밀수) de Ryoo Seung-wan : Jang Do-ri
- 2024 : Soulèvement (전,란) de Kim Sang-man : Jong-ryeo
- 2024 : Harbin (하얼빈) de Woo Min-ho : Woo Deok-sun (ko)

### Courts métrages
- 2007 : The End of the World  : le garçon
- 2009 : Lovers  : Ho-yeong
- 2010 : Study Group
- 2011 : The Cap of Fools  : lui-même

### Séries télévisées
- 2011 : Night Hospital (심야병원) : Park Jae-beom
- 2012 : Feast of the Gods (신들의 만찬) : Jang Mi-so
- 2012 : Golden Time (골든타임) : Jang Yeong-woo
- 2013 : Adolescence Medley (드라마 스페셜 - 사춘기 메들리) : Sin Yeong-bok
- 2014 : You're Surrounded (너희들은 포위됐다 : Ji Gook
- 2014 : Sensible Love (일리있는 사랑) : Jang Gi-tae
- 2015 : Answer Me 1988 (응답하라 1988) : Park Jong-hoon (épisode 8 ; apparence exceptionnelle)
- 2016 : Entourage (안투라지) : Lee Ho-jin
- 2018 : Mr. Sunshine (미스터 션샤인 : Ahn Chang-ho
- 2018 : Twelve Nights (열두밤) : l’artiste des rues
- 2021 : Hellbound (지옥) : Bae Yeong-jae
- prévu en 2025 : Newtopia (뉴토피아) : Lee Jae-yoon

## Distinctions
| Année | Prix                                 | Catégorie                           | Titre                        | Résultat   | Réf.   |
| ----- | ------------------------------------ | ----------------------------------- | ---------------------------- | ---------- | ------ |
| 2011  | Buil Film Awards                     | Meilleur espoir masculin            | La Frappe                    | Nomination |        |
| 2013  | Grand Bell Awards                    | Meilleur espoir masculin            | Fists of Legend              | Nomination |        |
| 2016  | Baeksang Arts Awards                 | Meilleur espoir masculin            | Dongju : Portrait d'un poète | Lauréat    | [ 18 ] |
| 2016  | Blue Dragon Film Awards              | Meilleur espoir masculin            | Dongju : Portrait d'un poète | Lauréat    | [ 19 ] |
| 2016  | Buil Film Awards                     | Meilleur acteur dans un second rôle | Dongju : Portrait d'un poète | Nomination |        |
| 2016  | Buil Film Awards                     | Meilleur espoir masculin            | Dongju : Portrait d'un poète | Nomination |        |
| 2016  | Director's Cut Awards                | Meilleur espoir masculin            | Dongju : Portrait d'un poète | Lauréat    | [ 20 ] |
| 2016  | Golden Cinema Festival               | Meilleur espoir masculin            | Dongju : Portrait d'un poète | Lauréat    | [ 21 ] |
| 2016  | Korea Film Actors Association Awards | Meilleur espoir masculin            | Dongju : Portrait d'un poète | Lauréat    | [ 22 ] |
| 2017  | Chunsa Film Art Awards               | Meilleur acteur dans un second rôle | Dongju : Portrait d'un poète | Lauréat    | [ 23 ] |
| 2017  | Wildflower Film Awards               | Meilleur acteur                     | Dongju : Portrait d'un poète | Nomination |        |
| 2018  | Asia Model Awards                    | Popular Star Award                  | —                            | Lauréat    | [ 24 ] |
| 2018  | Pusan Film Critics Awards            | Meilleur acteur                     | Sunset in My Hometown        | Lauréat    | [ 25 ] |